# Edmund Jaroljmek
Edmund August Florian Franz Jaroljmek (* 1. Juli 1882 in Ojstro/Orter bei Trifail, heute Slowenien; † 22. November 1953 in Wien, Österreich) war ein österreichischer Offizier, Journalist, Bergingenieur, Jurist, Berghauptmann und Wirklicher Hofrat.

## Leben
Jaroljmek war Sohn des Edmund Felix Friedrich Karl Jaroljmek (* 27. Oktober 1850 in Wien), Markscheider und Schichtmeister beim Gewerke in Ojstro-Trifait, Bezirk Cilli, Steiermark, und der Mathilde Puschhauser (* 8. März 1857).

### Frühe Jahre vor dem Ersten Weltkrieg
Nach dem Jura-Studium und Abschluss als Dr. iur. war Jaroljmek im Haushalt der Gräfin Stubenberg angestellt. Nach 1900 wechselte er als Hauslehrer oder Sekretär in das Haus der Familie Eulenburg nach Liebenberg in der Mark Brandenburg. Dort lernte er seine erste Ehefrau Augusta zu Eulenburg (1882–1974) kennen. Sie heirateten gegen den Willen des Brautvaters in London und nahmen zwischen 1907 und 1914 Aufenthalt in Florenz. Dort arbeitete er als Privatgelehrter, Übersetzer, Kaufmann, Antiquitäten- und Bildhändler und Autor.

### Militärkarriere während des Ersten Weltkriegs
Nach Beginn des Krieges meldete er sich am 1. Oktober 1915 freiwillig auf Kriegsdauer zum k.u.k. Infanterie-Regiment 84 assentiert, (Expedition Major Klein). Ab 5. Jänner 1916 war er Kommandant der Etappen in Mossul. Ab 1. Mai 1916 im Stande der deutschen Etappe in Mossul. Als k. u. k Leutnant, zugeteilt der Heeresgruppe "Yilderim" unter General der Infanterie Erich von Falkenhayn und dt. Offizier in der Türkei. Zum 1. Mai 1916 ernannt zum Fähnrich in der Reserve mit Rang von 1. August 1915. Nach 1. August 1916 Leutnant in der Reserve. Jaroljmek wurde bei seinem Aufenthalt im Nahen Osten Zeuge am Völkermord an den Armeniern und dokumentiert diesen in seinen Tagebüchern. Im Herbst 1917 Etappen-Kommandant in Amman, 2. Dezember 1918 eingerückt von der deutschen Etappe in Mossul. Mit dem 31. Dezember 1918 wurde Jaroljmek in das nichtaktive Dienstverhältnis infolge allgemeiner Demobilisierung rückversetzt.

### Akademische Laufbahn nach dem Ersten Weltkrieg
Er wurde Berghauptmann in Leoben sowie Honorardozent an der Montanistischen Hochschule für Bergrechtskunde, Unfallverhütung und Grubenrettungswesen. Zwischen 1923 und 1931 Expedition durch Persien, mit längerem Aufenthalt in Teheran u. a. beim Gesandten des Deutschen Reiches Friedrich-Werner Graf von der Schulenburg. Vor 1934 ging es zurück nach Deutschland bzw. Österreich, wo er laut Heimatschein (Heimatrecht) 1934 als Kaufmann in Wien anzutreffen war. Während des Zweiten Weltkriegs war Jaroljmek aus unbekannten Gründen in Schloss Ernegg, Niederösterreich, bei den Grafen von Auersperg wohnhaft. Nach einer kurzen Anstellung als Personalchef bei Uher arbeitete er wohl eine Zeitlang für die Junkers Flugzeug- und Motorenwerke AG (JFM).

## Auszeichnungen
- Osmanisches Reich (im Ersten Weltkrieg): Eiserner Halbmond, Liakat-Medaille,
- Österreich-Ungarn (im Ersten Weltkrieg): Karl-Truppenkreuz, Militär-Verdienstmedaille (nach April 1917, in Gold und Silber), Silberne Tapferkeitsmedaille II. Klasse, Silberne Ehrenmedaille für Verdienste um das Rote Kreuz

## Werke
- Von Leidenden und Befreiten, Berlin, Leipzig 1908.
- Ich lebte in Nah-Ost. Buntes Morgenland zwischen Einst und Jetzt, Wien 1942.
- Das andere Iran, Persien aus den Augen eines Europäers, München, 1951.